# Mike Sparken

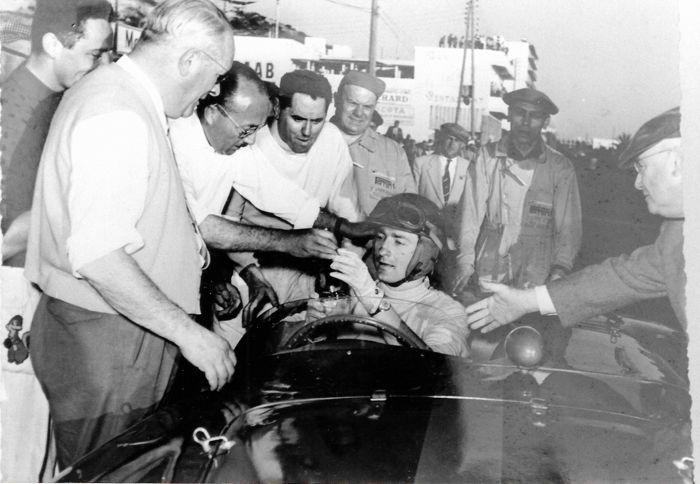
Mike Sparken in 1955

Mike Sparken, een pseudoniem van Michel Poberejsky, (Neuilly-sur-Seine, 16 juni 1930 – Beaulieu-sur-Mer, 21 september 2012) was een autocoureur uit Frankrijk. Hij nam deel aan de Grand Prix van Groot-Brittannië in 1955 voor het team Gordini, maar scoorde hierin geen punten voor het wereldkampioenschap Formule 1.